# Turbinaria radicalis
Turbinaria radicalis е вид корал от семейство Dendrophylliidae. Възникнал е преди около 0,78 млн. години по времето на периода кватернер. Видът е почти застрашен от изчезване.

## Разпространение и местообитание
Разпространен е в Австралия, Виетнам, Индонезия, Камбоджа, Малайзия, Нова Зеландия, Нова Каледония, Остров Норфолк, Папуа Нова Гвинея, Провинции в КНР, Сингапур, Тайван, Тайланд, Тонга, Фиджи и Филипини.
Обитава крайбрежията на океани, морета, заливи и рифове в райони с тропически и субтропичен климат. Среща се на дълбочина от 2 до 8 m, при температура на водата от 21,4 до 26,6 °C и соленост 35,1 – 35,6 ‰.